# Lomé
Lomé es la capital y mayor ciudad de Togo. Tiene una población urbana de 837.437 habitantes mientras que había 2.188.376 residentes permanentes en su área metropolitana en el censo de 2022. Situada en el golfo de Guinea en la esquina suroeste del país, con toda su frontera occidental a lo largo del borde más oriental de la región del Volta de Ghana, Lomé es el centro administrativo e industrial del país, que incluye una refinería de petróleo. También es el principal puerto del país, desde donde se exporta café, cacao, copra y granos de palma de aceite.
Sus límites urbanos se extienden hasta la frontera con Ghana, situada a unos cientos de metros al oeste del centro de la ciudad, hasta la ciudad ghanesa de Aflao y el distrito de Ketu Sur, donde se encuentra la ciudad, tenía 160.756 habitantes en 2010. La aglomeración transfronteriza de la que Lomé es el centro cuenta con unos 2 millones de habitantes en 2020.

## Historia

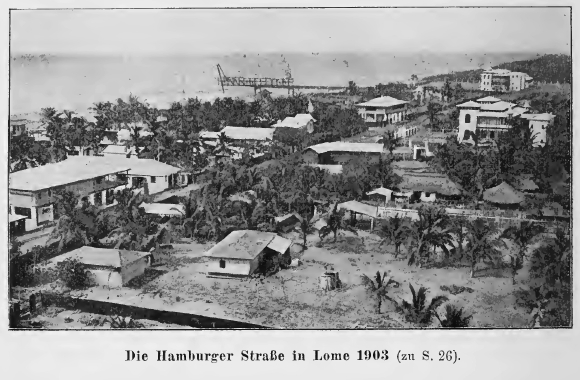
Lomé en 1903.

La ciudad fue designada capital de la colonia alemana de Togolandia en 1898, iniciando así su desarrollo. Durante la Primera Guerra Mundial fue ocupada por Francia y Gran Bretaña, pasando a estar controlada exclusivamente por Francia a partir de 1922, que la convirtió en la capital del mandato francés de Togo hasta 1960, cuando tras la independencia del país la ciudad se convirtió en su capital. 
En 1975 se celebró en la ciudad una convención económica y financiera entre la Comunidad Económica Europea (actual Unión Europea) y 46 países africanos.

## Clima
Lomé tiene dos estaciones lluviosas, la principal comienza en abril y termina en julio, luego una segunda temporada menos lluviosa comienza a principios de septiembre y termina a finales de noviembre.
El calor es constante, la temperatura media máxima a la sombra es 30 °C por la tarde, y la temperatura mínima promedio es 23 °C por la mañana.
A principios de año, a veces el harmattan, un viento seco del Sahara, que puede llevar el termómetro de Lomé a 19 °C por la mañana.
Lomé también está muy influenciada por el océano. Por lo tanto, es costumbre decir que el clima de Lomé es un clima ecuatorial templado por el océano. El calor es por lo tanto estable, sin picos excesivos, y la brisa que viene del mar hace que sea bastante agradable.
Es interesante la baja precipitación de esta latitud, de hecho, Lomé goza de un microclima que le permite alcanzar una precipitación de 800 mm anual, baja para la región. A modo de comparación, París recibe en promedio 650 mm anual.
| Mes                                    | Ene | Feb | Mar | Abr | May | Jun | Jul | Ago | Sep | Oct | Nov | Dic | Año  |
| Media de las temperaturas mínimas (°C) | 23  | 25  | 25  | 24  | 23  | 23  | 23  | 23  | 23  | 23  | 23  | 23  | 23,6 |
| Temperatura media (°C)                 | 27  | 28  | 28  | 28  | 27  | 26  | 25  | 25  | 26  | 26  | 27  | 27  | 26,7 |
| Temperatura máxima media (°C)          | 31  | 31  | 31  | 31  | 30  | 28  | 27  | 27  | 28  | 30  | 31  | 31  | 29,7 |
| Temperatura más baja registrada (°C)   | 16  | 17  | 17  | 17  | 20  | 18  | 18  | 18  | 20  | 20  | 15  | 16  | 15   |
| Temperatura máxima registrada (°C)     | 37  | 39  | 38  | 38  | 40  | 38  | 37  | 31  | 36  | 38  | 37  | 37  | 40   |
| Fuente : Weatherbase                   |     |     |     |     |     |     |     |     |     |     |     |     |      |

## Geografía

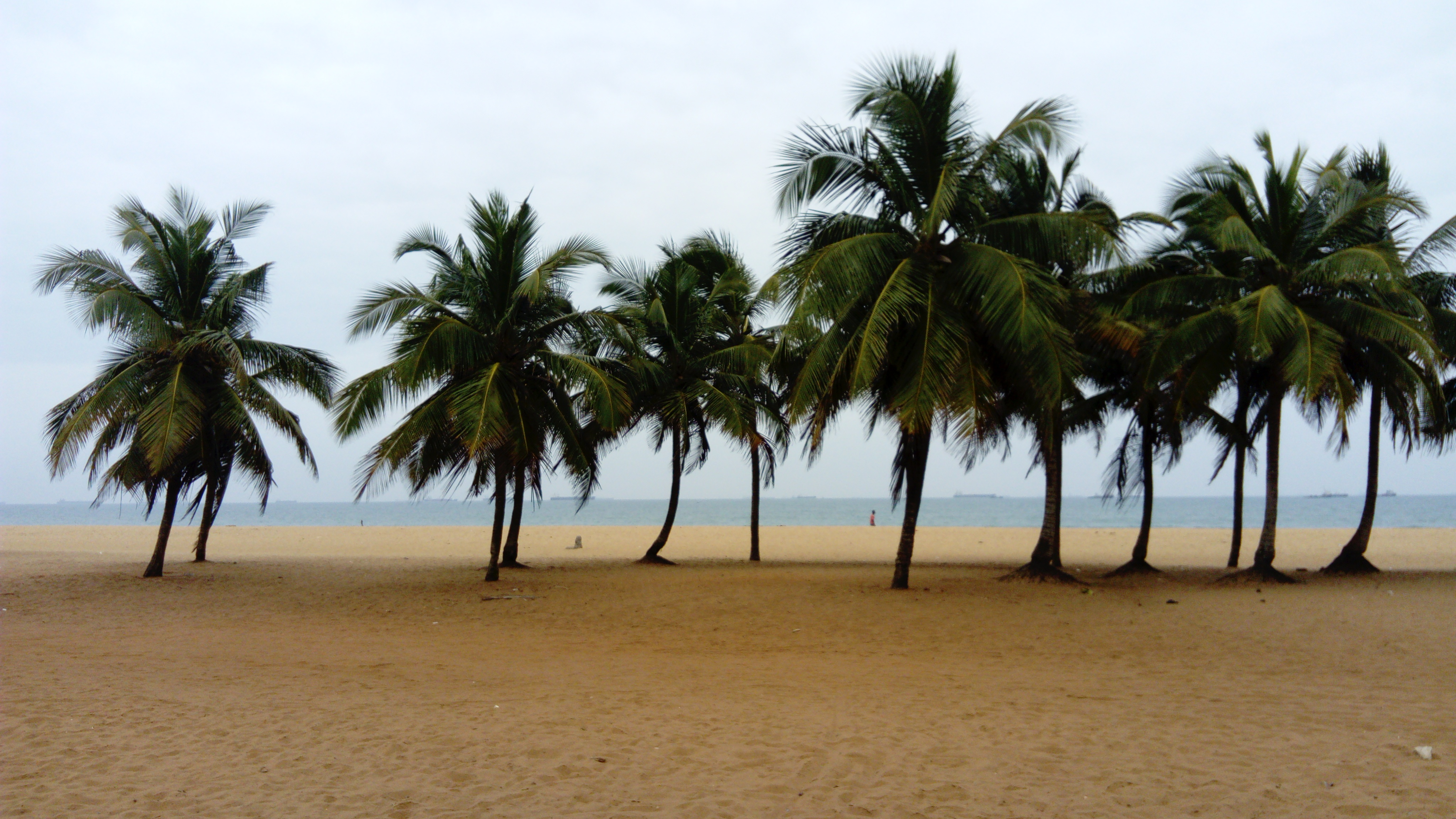
Una playa en Lomé, en agosto de 2016.

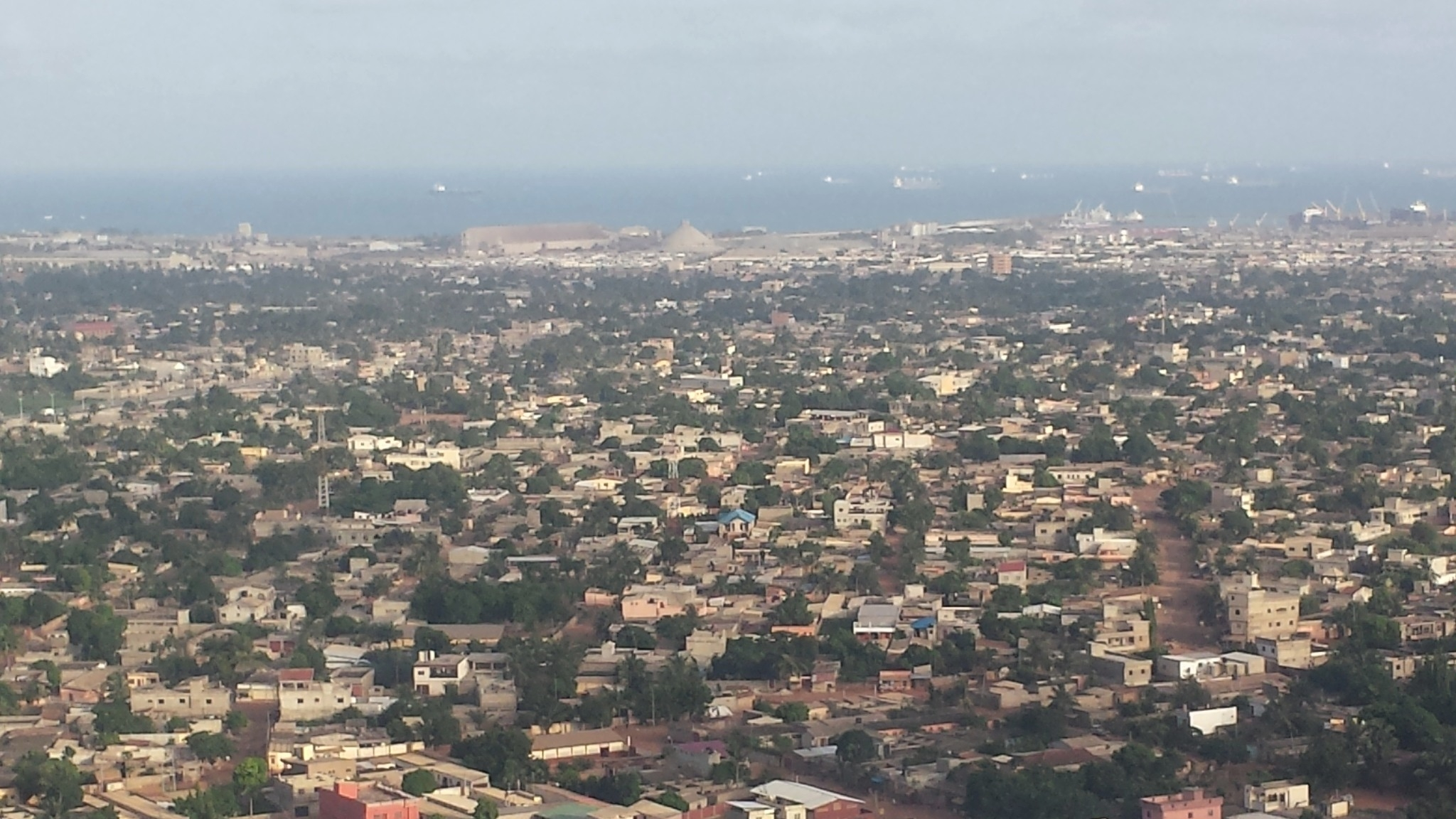
Vista aérea de Lomé.

Cuando fue creada, la comuna de Lomé estaba constreñida entre la [laguna] al norte, el océano Atlántico al sur, el pueblo de Bè al este y la frontera de Aflao al oeste. 
En la actualidad ha sufrido una extensión vertiginosa y está delimitada por el Groupement togolais d'assurances (GTA) al norte, el Océano Atlántico al sur, la refinería de petróleo al este y la frontera entre Ghana y Togo al oeste. Esta aglomeración cubre un área de 333 km², de los que 30 km² están en el área de la laguna. Su conurbano es internacional, ya que hay zonas del mismo en territorio ghanés. Los servicios prestados por el municipio de Lomé van mucho más allá de los límites del Golfo y del municipio hacia el norte y este de la ciudad.
Distancia entre Lomé y el resto de las ciudades del país
- Lomé/Tsévié: 35 km
- Lomé/Aného: 45 km
- Lomé/Tabligbo: 90 km
- Lomé/Notted: 100 km
- Lomé/Kpalimé: 121 km
- Lomé/Atakpamé: 167 km
- Lomé/Blitta: 273 km
- Lomé/Sokodé: 355 km
- Lomé/Bafilo: 404 km
- Lomé/Bassar: 412 km
- Lomé/Kara: 428 km
- Lomé/Kandé 503 km
- Lomé/Mango: 592 km
- Lomé/Dapaong: 662 km

## Demografía
Evolución demográfica de Lomé
| Año       | 1892  | 1896  | 1900  | 1904  | 1907  | 1911  | 1930   | 1938   | 1950   |
| Población | 1 500 | 2 000 | 3 000 | 4 000 | 6 000 | 8 000 | 14 000 | 18 000 | 33 000 |

| Año       | 1955   | 1960   | 1970    | 1981    |
| Población | 43 000 | 85 000 | 186 000 | 375 499 |

| Año       | 1990    | 1997    | 2010      | 2020      |
| Población | 480 000 | 623 000 | 1 477 660 | 1 827 878 |

## Idiomas
Lomé es una capital cosmopolita donde se hablan muchos idiomas y dialectos. Sin embargo, el lenguaje vehicular es el Idioma gen.

## Economía

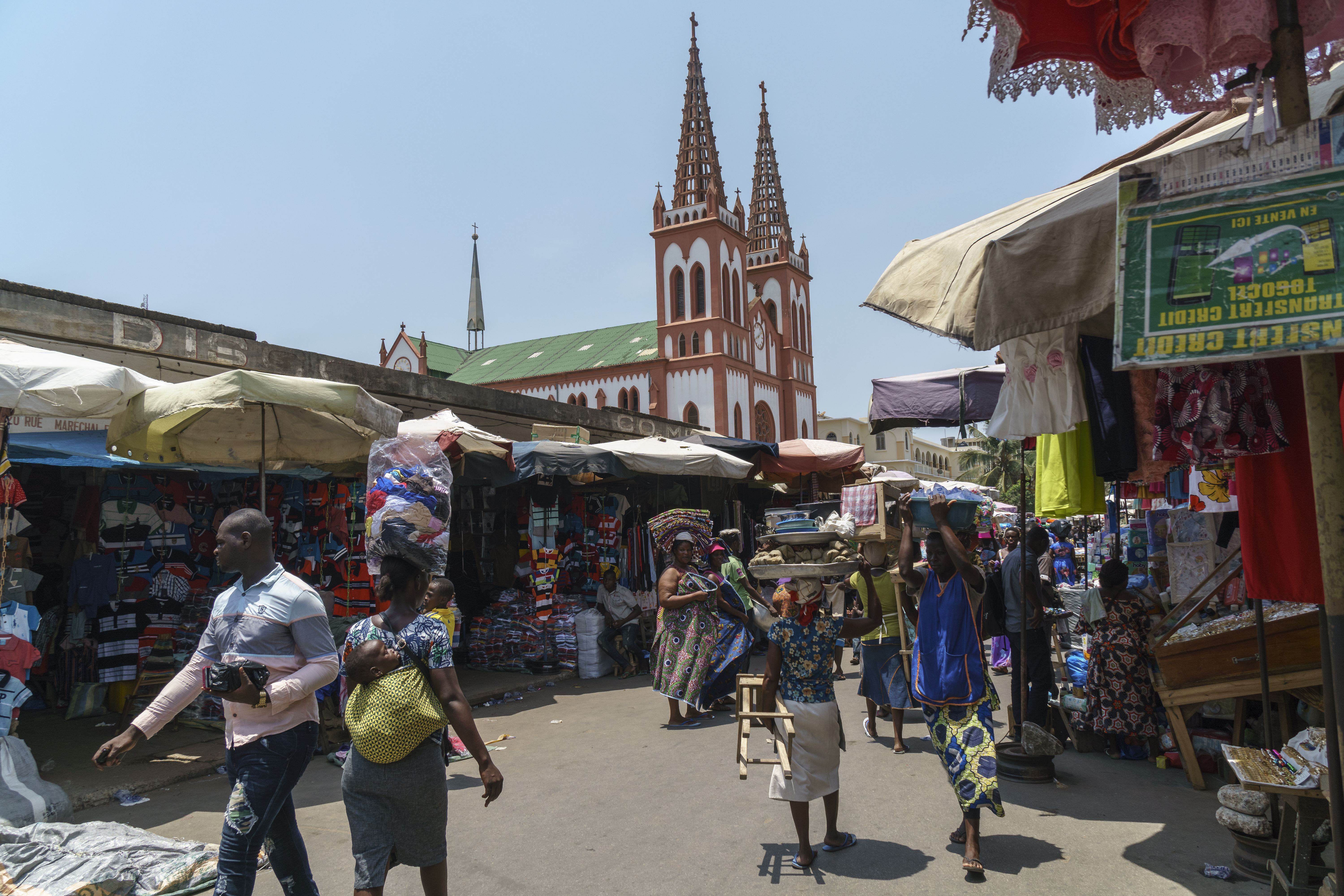
El Grand Marché y la Catedral.

Situada a  200 km  de Acra y  150 km  de Cotonú, Lomé tiene un puerto importante, incluyendo una zona franca que se abrió en 1968. 
Se exporta fosfatos, café, cacao, algodón y aceite de palma y una gran parte del tránsito tiene lugar en nombre de Ghana, Malí, Níger y Burkina Faso.
El puerto también alberga  una refinería de aceite y, desde 1989, un astillero. La concesión de dos terminales de contenedores al grupo Bolloré dio lugar a la inspección y custodia policial, y la acusación de Vincent Bolloré en Francia en  abril de 2018.
La ciudad produce materiales de construcción, incluyendo cementos del grupo alemán HeidelbergCement.
Sin embargo, la inestabilidad política que comenzó en los años 90 y continúa hoy ha afectado gravemente al sector turístico del país. En 2003, el país recibió  57 539 visitantes, con un aumento del 1 % en comparación con 2002. El 22 % de los turistas procedían de Francia, el 10 % de Burkina Faso y el 9 % de Benín.

## Educación
En la ciudad se encuentran las siguientes instituciones de educación superior:
- Universidad de Lomé
- Universidad de Ciencias y Tecnologías de Togo

## Transporte
Para el transporte urbano, hay algunos taxis, pero los más utilizados son los transporte de personas con motocicleta, motos-taxi (Zemidjan).
La ciudad que ya no tenía servicio ferroviario desde 1997 ha visto desde 2014 el regreso de los trenes, con una nueva estación: la Blueline Togo, del grupo internacional francés Bolloré. El tren inaugural, el  26 de abril de 2014, recorrió en la corta distancia Lomé-Cacavéli. Se espera la realización de un enlace Lomé-Cotonú como parte de un proyecto de bucle ferroviario Lomé-Cotonú-Niamey-Uagadugú-Abiyán para 2024.

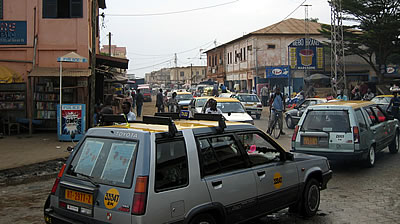
Taxis.
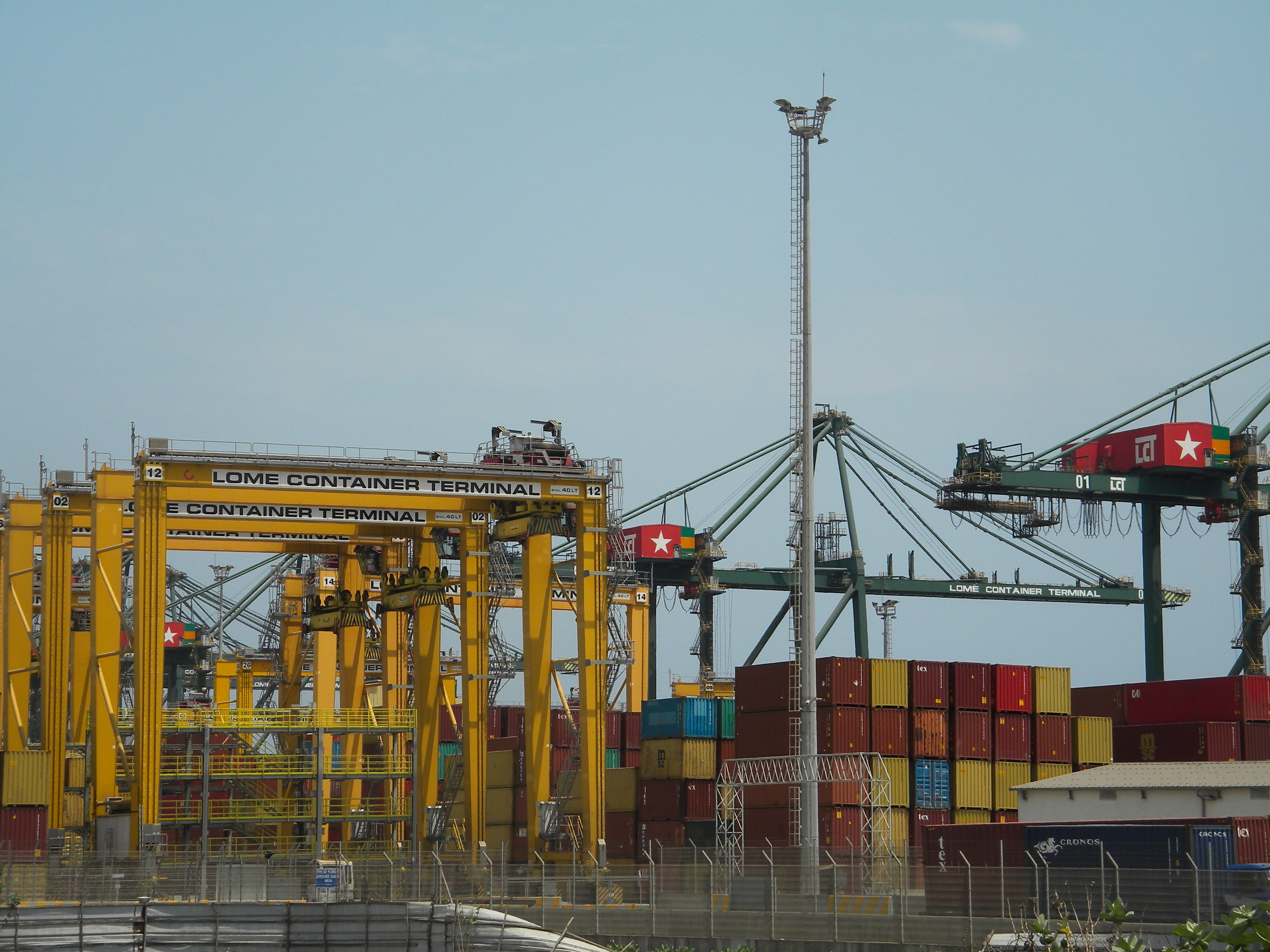
Terminal de contenedores del puerto de Lomé.
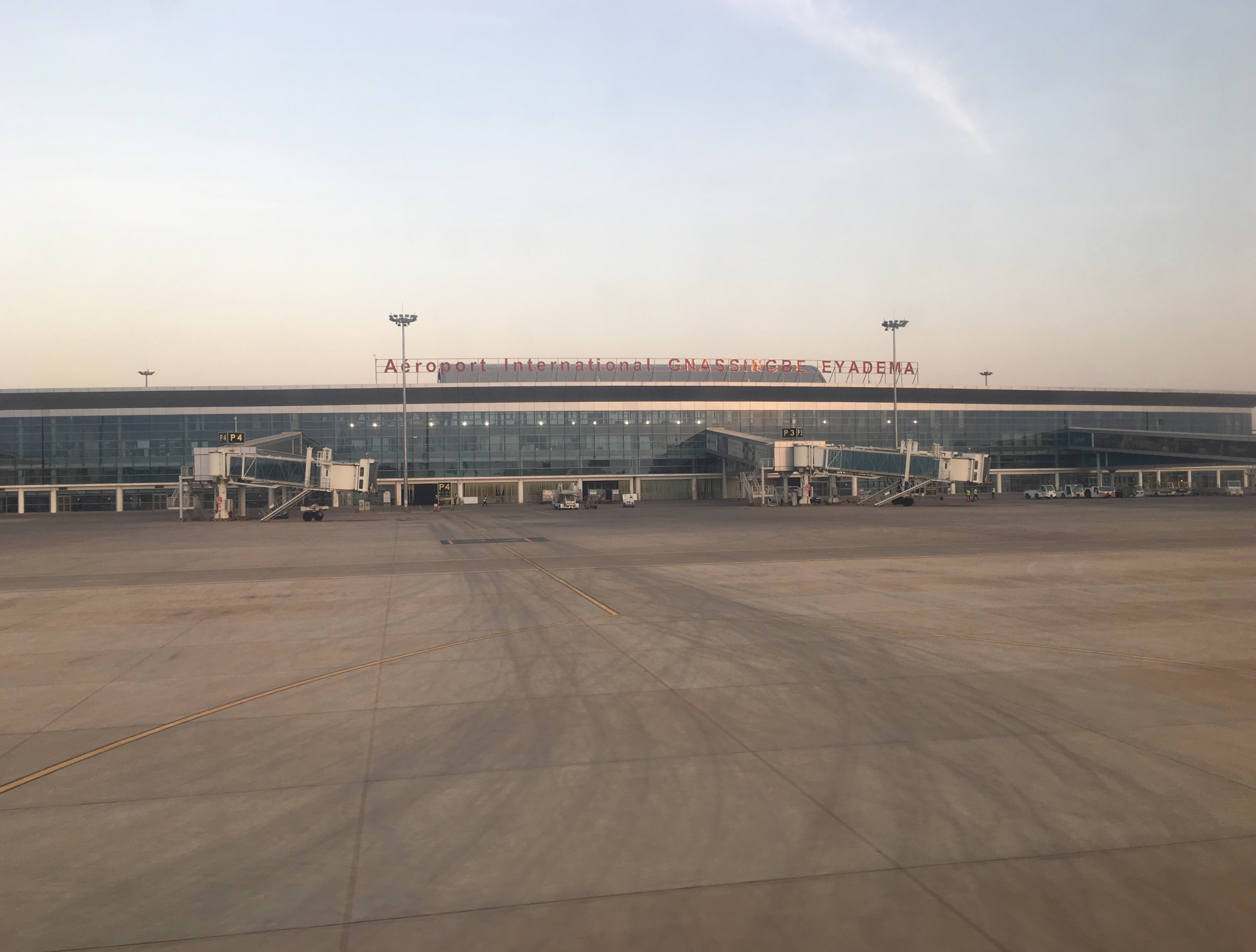
Pistas del aeropuerto.
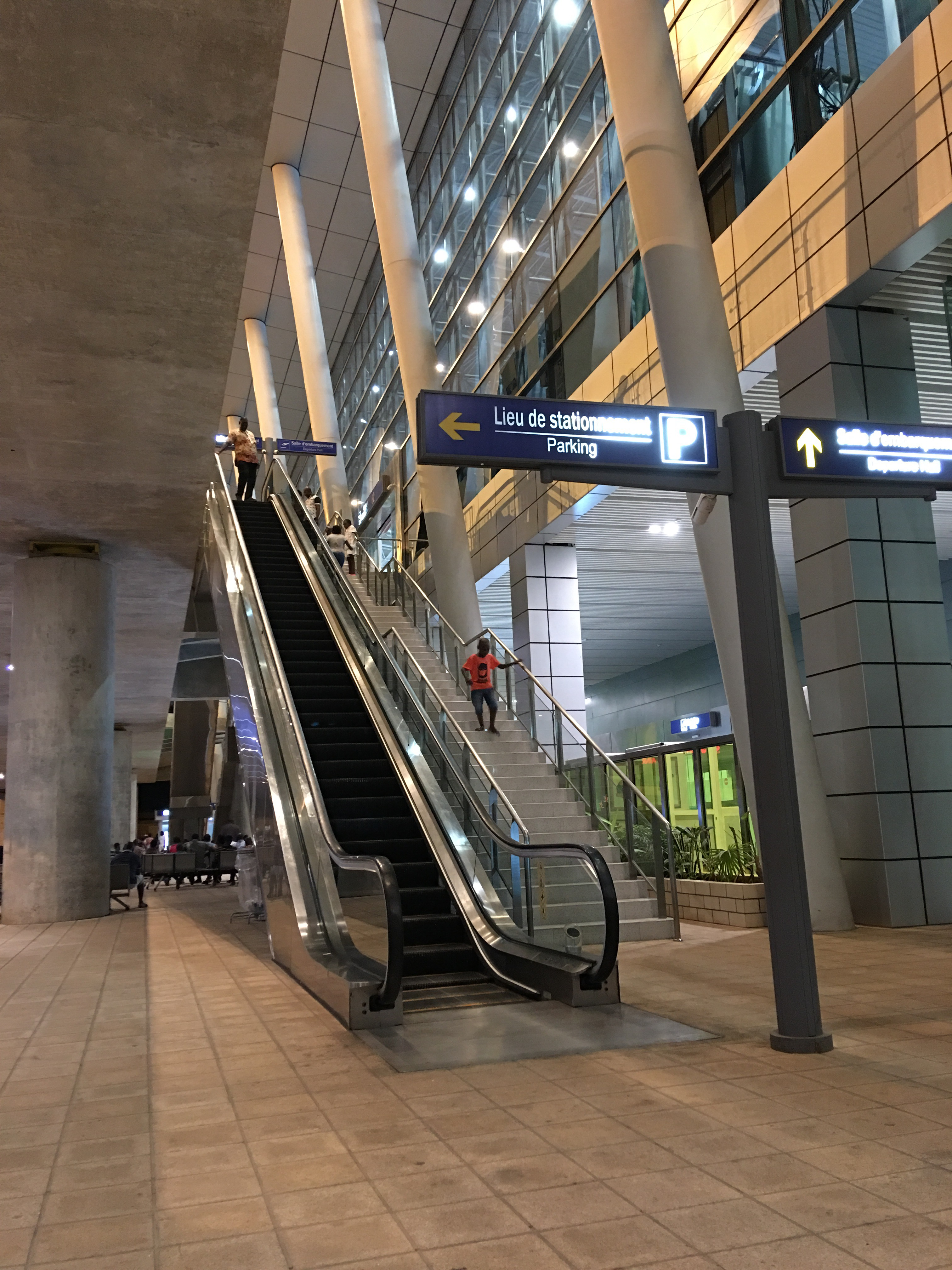
Vista interior del aeropuerto.

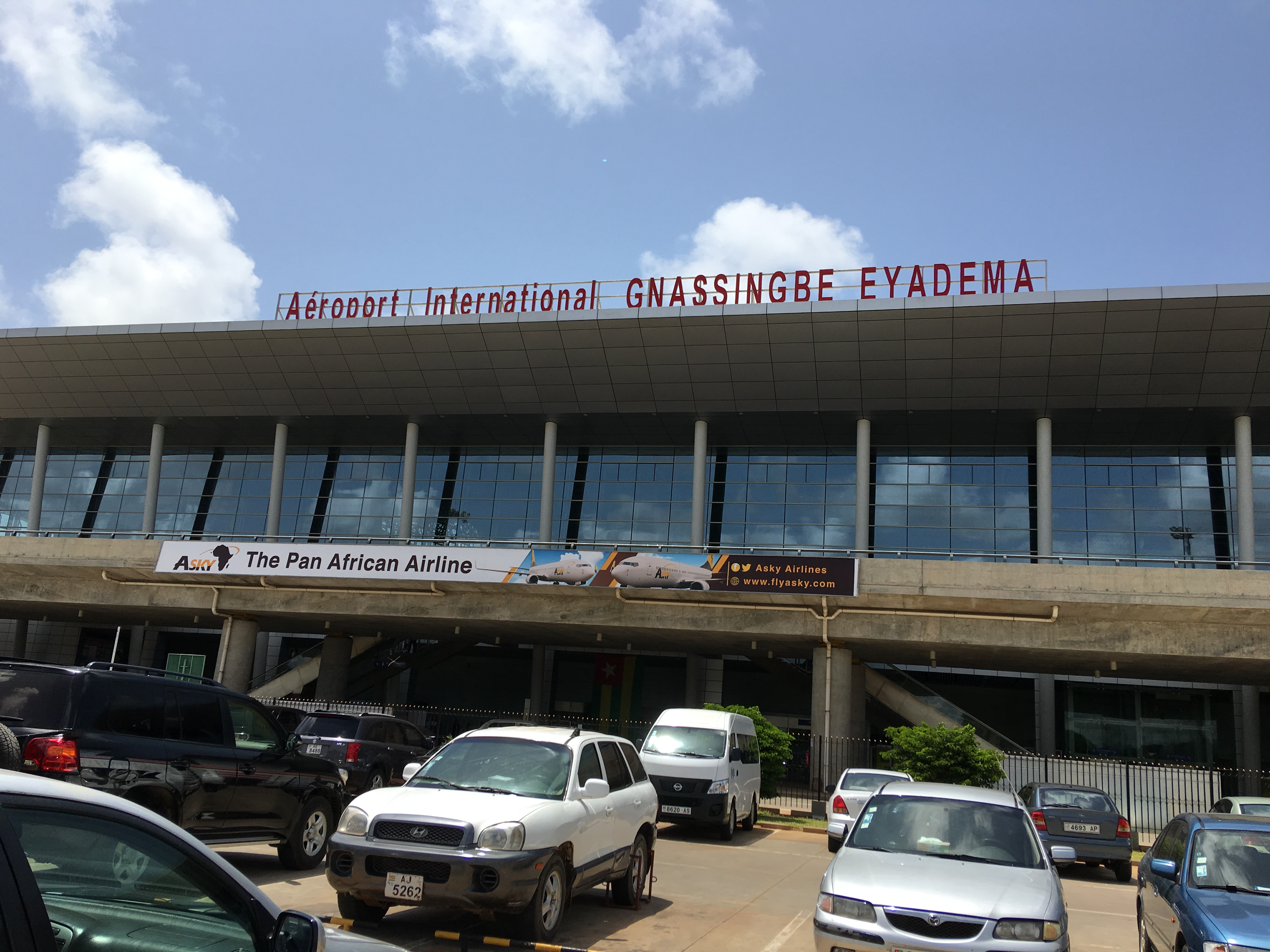
Aeropuerto Internacional Gnassingbé Eyadéma en Lomé

A cinco kilómetros de Lomé se encuentra el Aeropuerto de Lomé-Tokoin, aeropuerto internacional, también conocido como Gnassingbé-Eyadema,

## Arquitectura

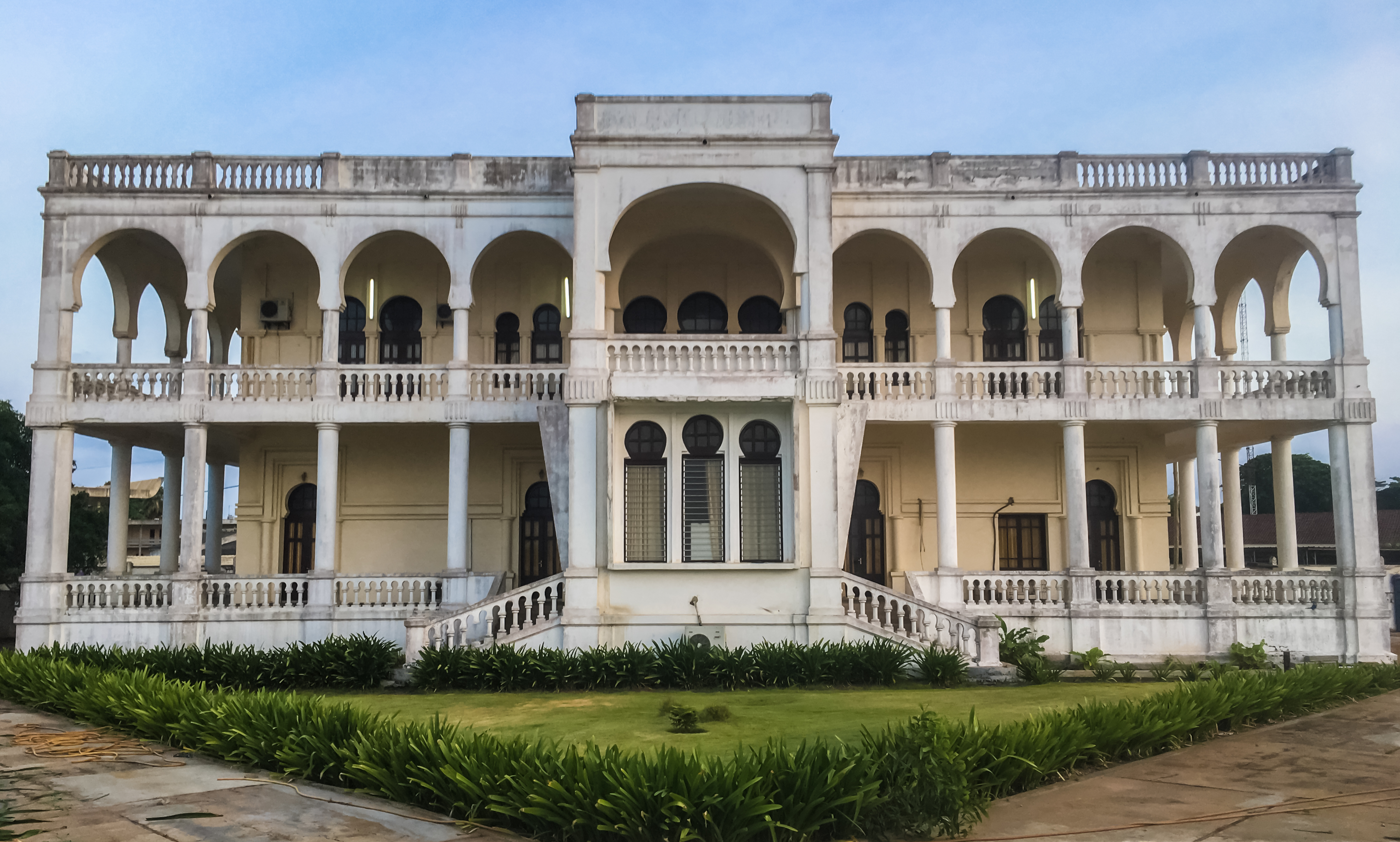
Anterior edificio del Ministerio de Justicia.

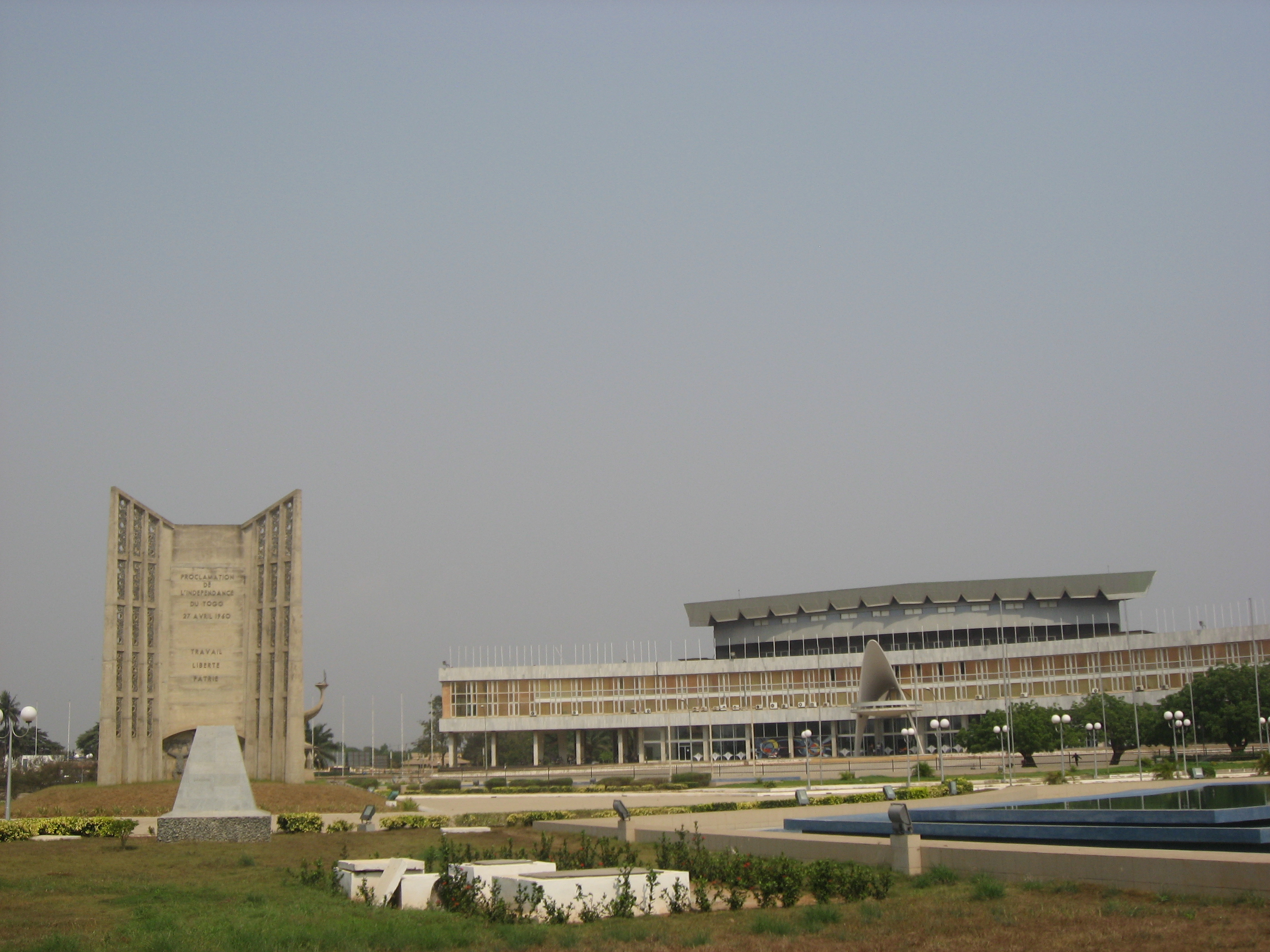
Palacio del Congreso.

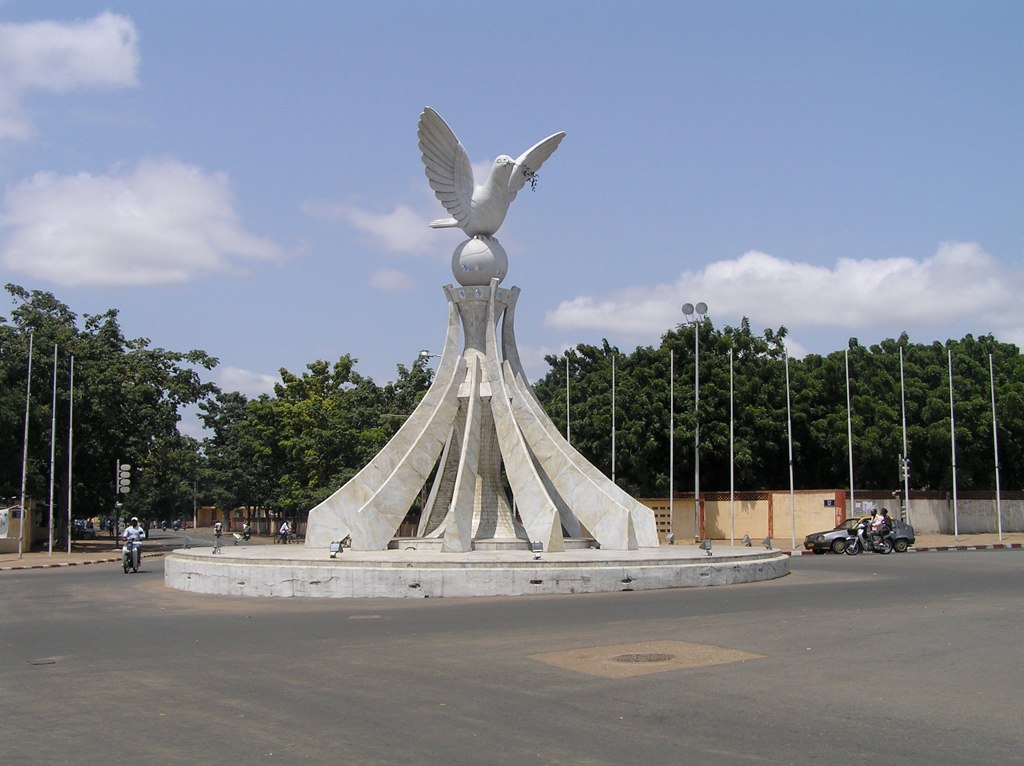
Monumento de la paloma de la paz.

El centro de la ciudad data del comienzo del siglo XX. Hay algunos restos de la arquitectura colonial, como el palais des Governors o la Catedral del Sagrado Corazón de Lomé, de estilo del renacimiento gótico alemán.
También hay muchos edificios modernos, como la sede del Central Bank of West African States (BCEAO), el West African Development Bank (BOAD), el Banco Togolés de Comercio e Industria (BTCI), el magnífico edificio de la Comunidad Económica de los Estados de África Occidental (CEDEAO) o edificios hoteleros como el Hotel Peace, el Hotel Mercure Sarakawa, el Palm Beach Hotel o el famoso hotel del 2 de febrero, un edificio modernista que combina paneles de hormigón y vidrio, con una altura de 102 metros con 36 pisos y que es el edificio más alto de Togo.
No muy lejos de allí está el Grand Marché, con una sala de tres pisos. Hay pimientos rojos, limas, pescado seco, peines, bolsas de viaje, remedios medicinales tradicionales. En el primer piso se encuentra el reino de las vendedoras de múltiples de taparrabos hechos localmente.
Al oeste de la ciudad se encuentra una zona residencial frente al mar, que tiene largas arterias, marcadas por edificios oficiales como el Palacio de Justicia y varias embajadas y consulados.
Más al norte, junto al Monumento a la Independencia, se encuentra la sede del Rassemblement du peuple Togolais (RPT), así como una importante sala de congresos.
Más a las afueras hay un mercado en Akodésséwa, mucho más especializado que el Grand Marché donde se pueden encontrar fetiches, batas.
El puerto de Lomé sirve a la mayoría de los países sin litoral del Sahel, especialmente desde los problemas políticos en Costa de Marfil y que privan al puerto de Abiyán de ser una salida económica para países como Malí o Burkina Faso.

## Cultura
El Museo Nacional de Togo alberga varias colecciones de joyas, instrumentos musicales, muñecas, cerámica, armas y muchos otros objetos que trazan las artes y tradiciones del país. Al norte de la laguna se encuentra la Place de la Colombe de la Paix.
En noviembre de 2019 fue inaugurado en el Palais de Lomé, antiguo Palacio de Gobernadores (palacio de Lomé) renovado como centro de arte y cultura. El parque del palacio se transformó en un jardín botánico. Allí tiene su sede la compañía teatral Kadam-Kadam.

## Lugares de culto

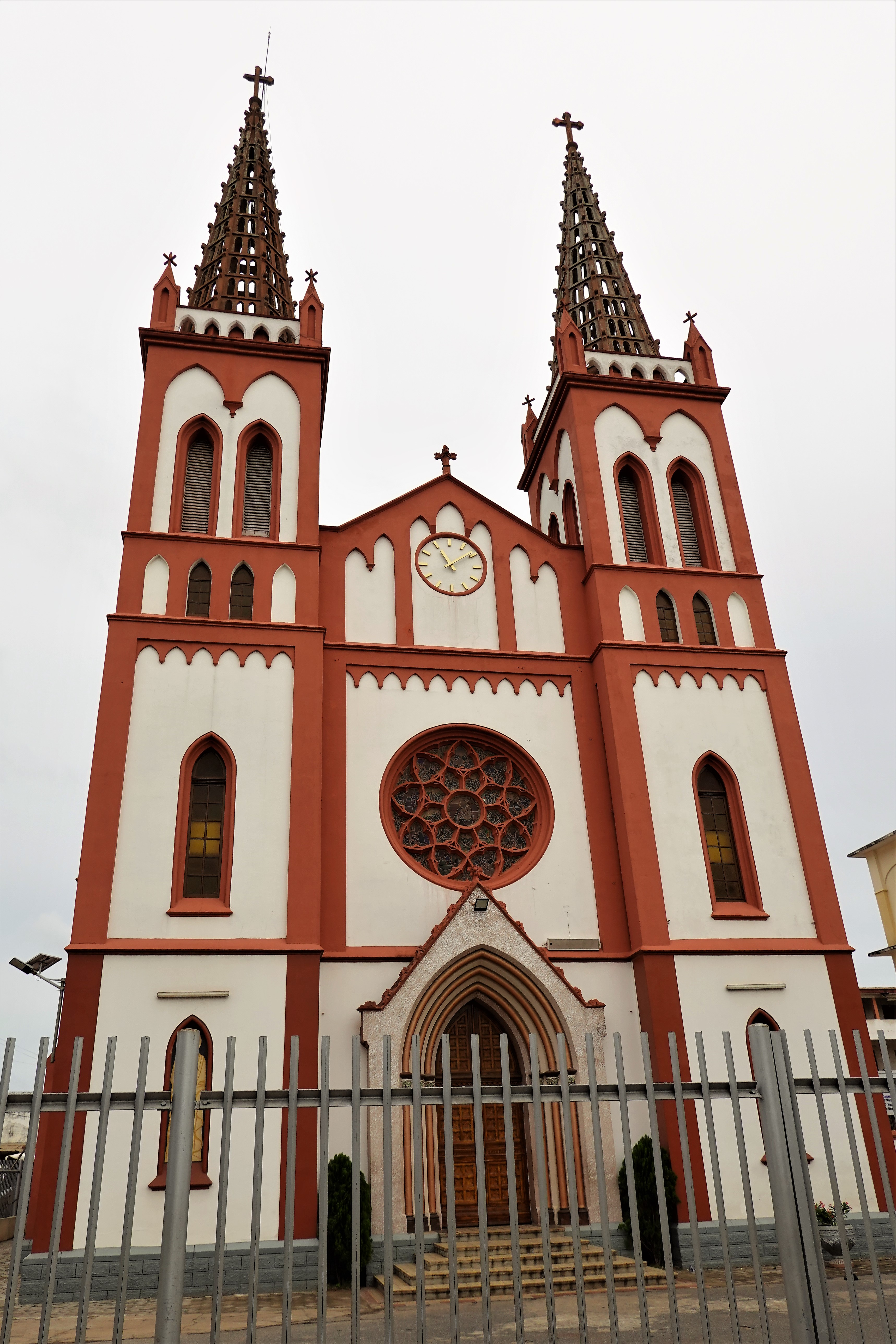
Catedral del Sagrado Corazón, Lomé (Iglesia católica)
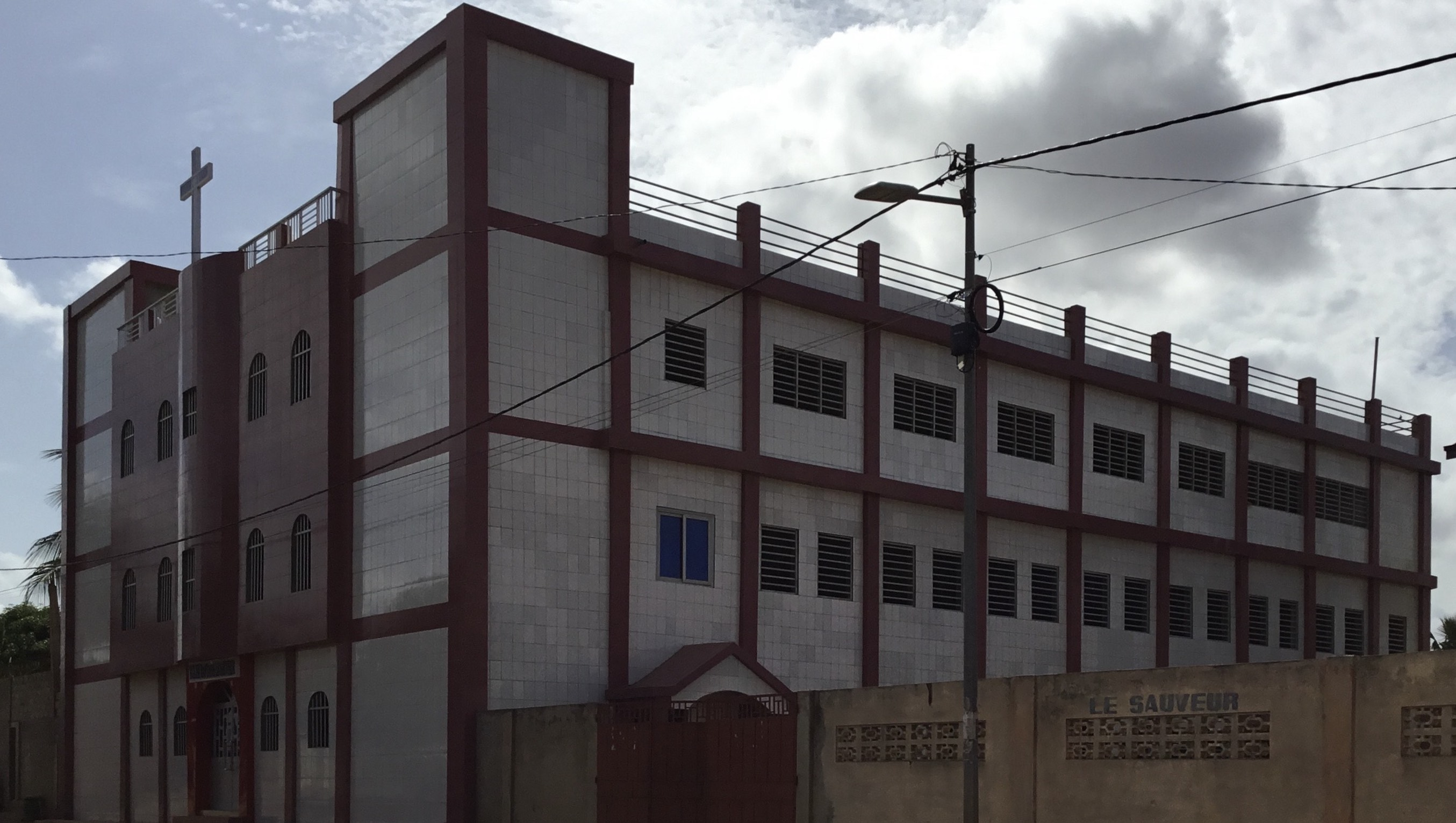
Église Baptiste le Sauveur de Lomé (Convention baptiste du Togo)

Entre los lugares de culto, se encuentran principalmente iglesias y templos cristianos : Arquidiócesis de Lomé (Iglesia católica), Église Évangélique Presbytérienne du Togo (Comunión Mundial de Iglesias Reformadas), Convention baptiste du Togo (Alianza Mundial Bautista), Living Faith Church Worldwide, Redeemed Christian Church of God, Asambleas de Dios. También hay mezquitas musulmanas.

## Personas destacadas
- Dzitri, fundador de la ciudad.[10]
- Annie Jiagge (1918-1996), jueza y activista por los derechos de la mujer.
- Marie Madoé Sivomey (1923-2008), Alcaldesa de Lomé de 1967 a 1974
- Paul Ahyi (1930-2010), artista visual, diseñador de la bandera togolesa y del monumento de la independencia
- Christiane Akoua Ekué (1954-), escritora y editora.
- AMI Gad (1958-), togolesa tomacière
- Victoria Tomegah Dogbé (1959-), política togolesa.
- Adjoavi Sika Kaboré (1959-), primera dama de Burkina Faso desde 2015.
- Kangni Alem, (1966-), escritor.
- Kako Nubukpo (1968-), economista y político.
- Florence Ezeh (1977-), deportista.
- Bella Bellow(1945-1973), cantante
- Kossi Agassa, (*1978) jugador de fútbol.
- Moustapha Salifou, (*1983) jugador de fútbol.
- Emmanuel Adebayor, (*1984) jugador de fútbol.
- Razak Boukari, jugador de fútbol.
- Abbe Ibrahim, jugador de fútbol.
- Souleymane Mamam, jugador de fútbol.
- Daré Nibombé, jugador de fútbol.
- Kodjovi Obilalé, portero de fútbol.

## Ciudades hermanadas
- Duisburgo, Alemania
- Shenzhen, China
- Taipéi, Taiwán